# Covington (Tennessee)
Covington is een plaats (city) in de Amerikaanse staat Tennessee, en valt bestuurlijk gezien onder Tipton County.

## Demografie
Bij de volkstelling in 2000 werd het aantal inwoners vastgesteld op 8463.
In 2006 is het aantal inwoners door het United States Census Bureau geschat op 9100, een stijging van 637 (7,5%).

## Geografie
Volgens het United States Census Bureau beslaat de plaats een oppervlakte van
26,7 km², geheel bestaande uit land. Covington ligt op ongeveer 92 m boven zeeniveau.

## Plaatsen in de nabije omgeving
De onderstaande figuur toont nabijgelegen plaatsen in een straal van 20 km rond Covington.

## Geboren
- Isaac Hayes (1942 - 2008), soul- en funkmusicus en acteur